# Forn elèctric

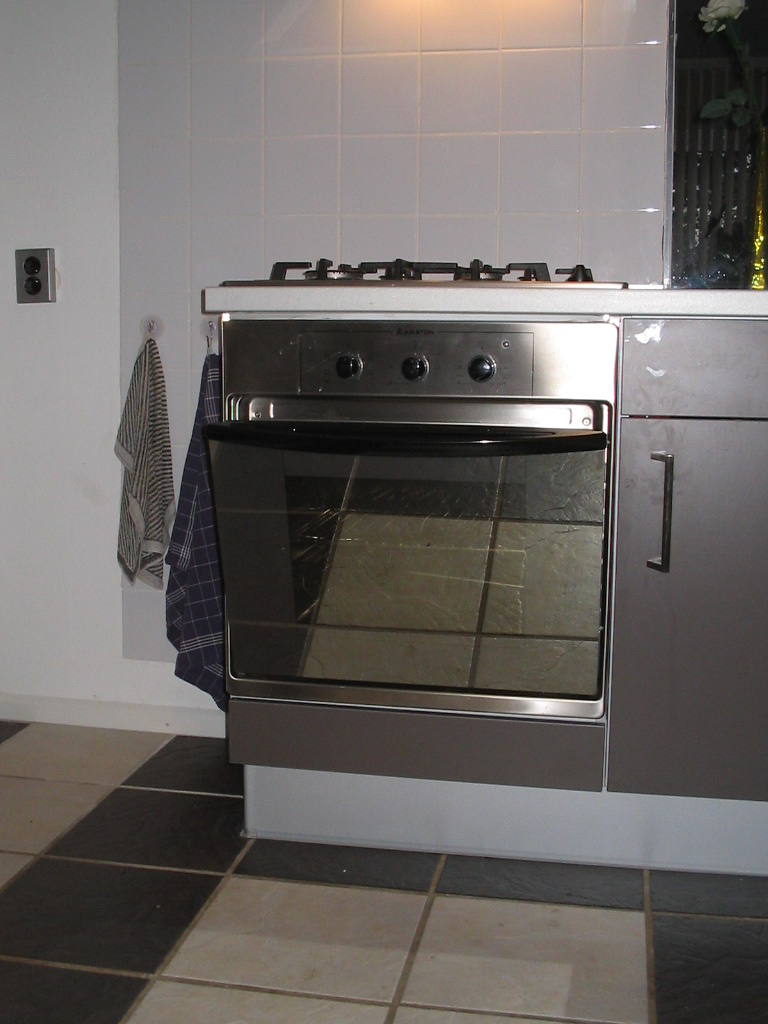
Un forn elèctric modern

Un forn elèctric és aquell aparell per a la cocció que funciona amb energia elèctrica. Aquesta és convertida en calor mitjançant resistències. Els forns elèctrics són totalment automatitzats, la cocció és la més perfecta pel control que manté sobre la temperatura en tot moment. És cert que el consum d'electricitat és onerós, encara que en els moderns no és excessivament alt.